# 고딕 미술
고딕 미술(영어: Gothic art) 또는 고딕 예술은 로마네스크 미술에 이어 12세기 말 북부 프랑스에서 발달한 중세 미술 운동으로, 고딕 건축이 발달하면서 덩달아 발달했다. 프랑스에서 처음 유행한 이래로 서유럽 전반과 알프스 북부에 두루 퍼졌으며, 중세 유럽을 대표하는 미술 양식이 되었다. 지역 차이는 있으나, 고딕 미술 운동은 15세기경까지 계속되어 르네상스로 이어졌다.
고딕(Gothic)의 어원은 번족(蕃族)인 고트에서 나온 것으로, 전화(轉化)하여 '야만적'의 의미로 변하였는데 중세미술을 야만적인 것으로 생각하였던 르네상스 시대에 이러한 중세미술을 '고딕'이라고 부르기 시작한 것이 그 기원이다. 오늘날에는 중세후기를 나타내는 고유명사로서 사용되고 있다.

## 고딕 건축

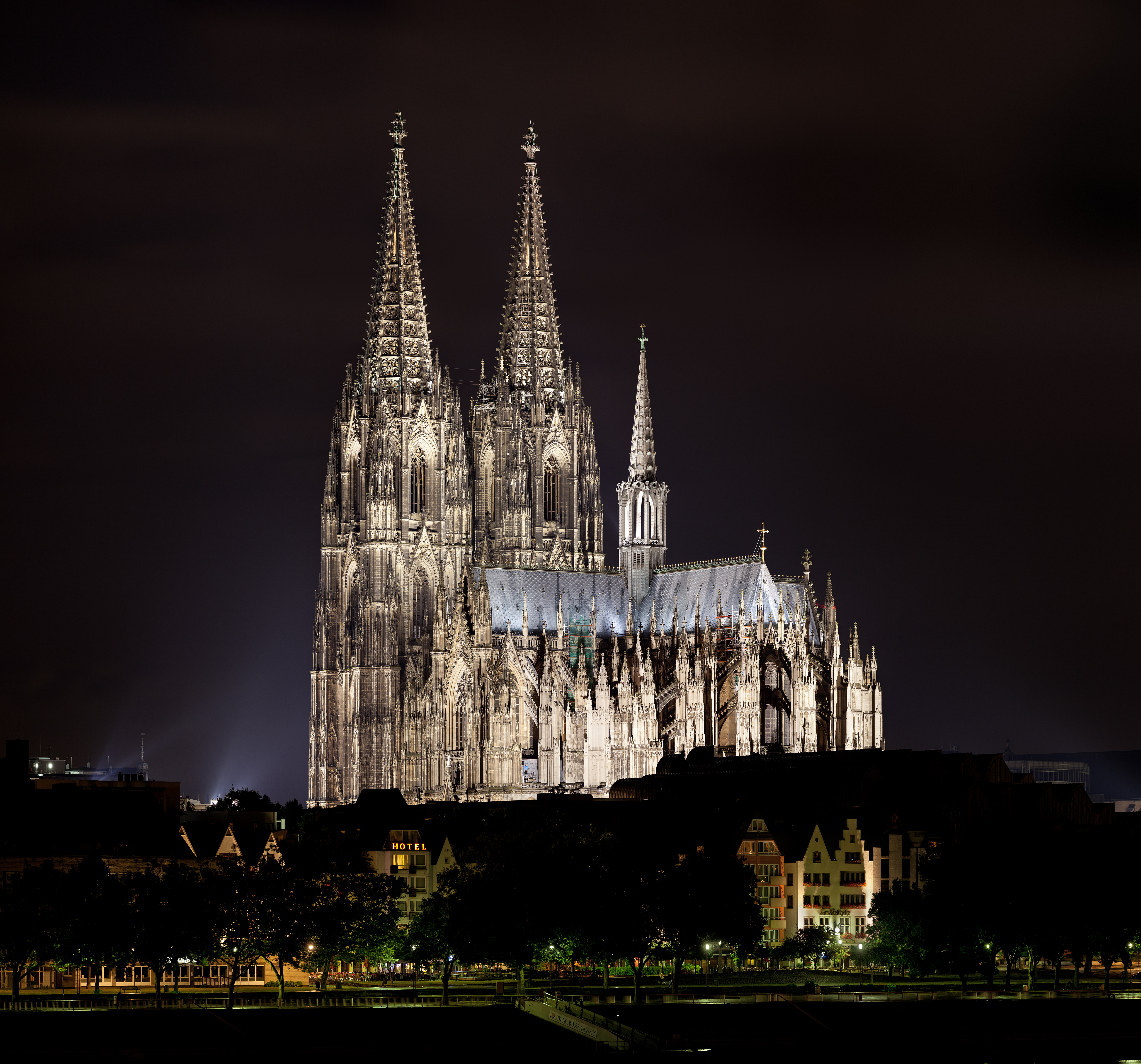
Kölner Dom

중세 유럽에서 성당은 “신의 집”이자 모든 생활 문화의 중심지로, 도시가 확장됨에 따라 점차 대규모 성당이 들어서게 됐다. 고딕 성당은 지역 주민들에게 일종의 긍지의 상징이었다.

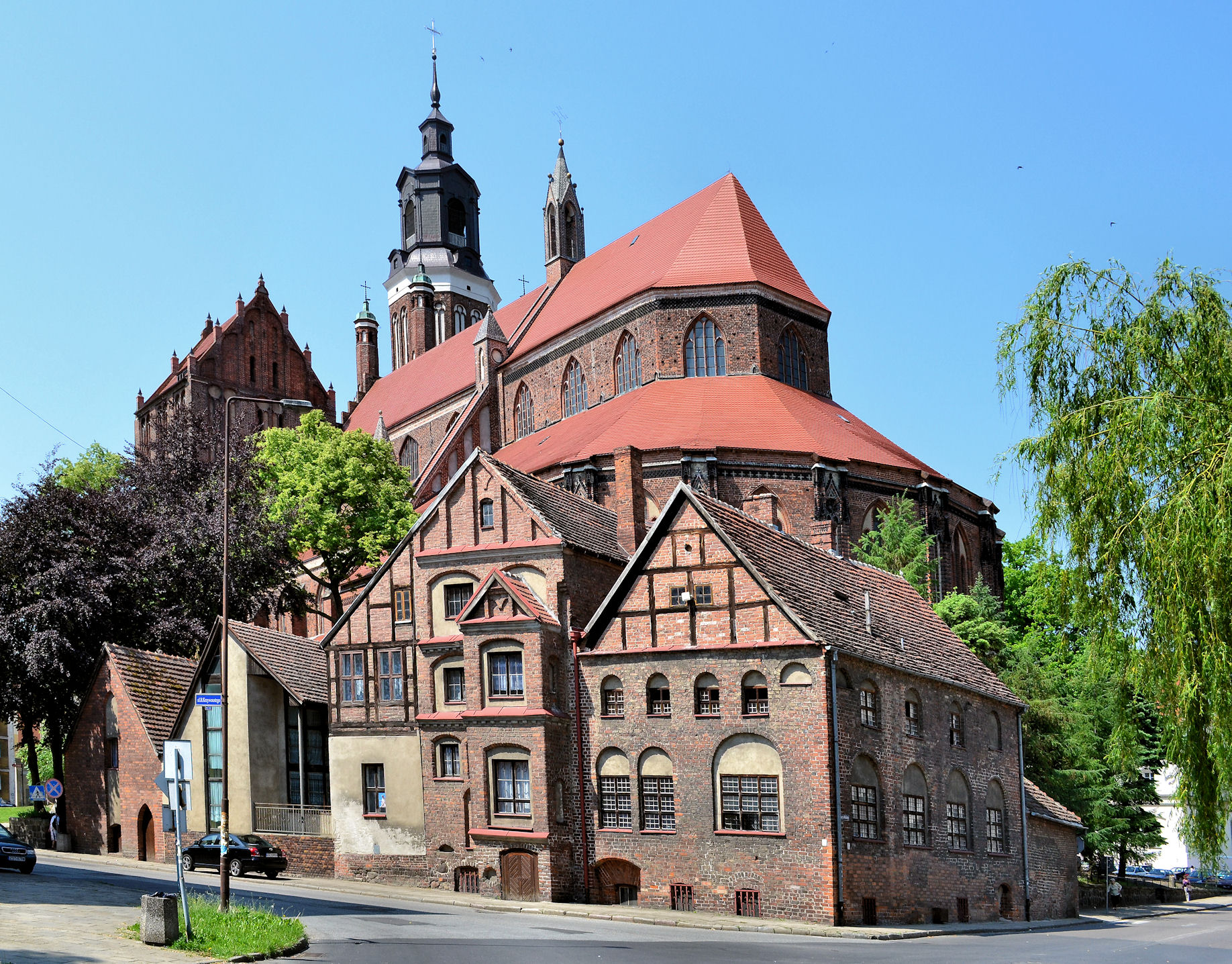
스타르가르트, 고딕 양식의 구시 가지, 폴란드

‘로마네스크‘ 건축과 비교해 볼 때, 고딕 건축은 첨탑으로 인해 수직선이 강조되어 나타나는 특징을 보이며, 육중한 벽과 기둥 보다는 가냘픈 기둥과 넓은 창을 가진 내부는 신비롭고 경건한 분위기를 자아낸다. 이 새로운 미술 양식의 등장은 ‘늑재 궁륭 Ribbed Vault’과 ‘버팀도리 Flying Buttress’이라는 외부 버팀목의 발명으로 가능하게 되었다.
또한 고딕 양식은 건물 내부를 ‘프레스코화’ 대신 ‘스테인드 글라스’로 장식하는 특징을 보이는데, 빛에 의한 아름다운 채색 효과를 보여주는 ‘스테인드 글라스‘ 고딕 예술의 진수라고 할 수 있다. 고딕 양식의 대표적인 건축물로는 프랑스의 ‘파리 노트르담 대성당‘, ‘샤흐트르 대성당’, ‘아미앵 대성당’, 영국의 ‘웨스트 민스터 사원’, 독일의 ‘쾰른 대성당’ 등을 꼽는다.
고딕 양식의 특별한 유형은 고딕 양식의 벽돌이다. 이 스타일로 지어진 건물은 국제 관광 루트 인 유럽의 벽돌 고딕 양식 (European Route of Brick Gothic, EuRoB)에 있습니다, 예를 들면: 타르투, 리가, 빌뉴스, 올슈틴, 그단스크, 그루지옹츠, 헤움노, 토룬, 카미엔포모르스키, 스타르가르트, 슈체친, 프랑크푸르트 (오데르), 앙클람, 그라이프스발트, 슈트랄준트, 하데르슬레우.

## 고딕 조각
고딕 조각은 로마네스크의 그것보다 한층 조각적(彫刻的)이며, 건축에 대해서는 비종속적이다. 12세기중엽에 확립된 스콜라 철학의 원리에 좇으면 각각 독립된 부분이 하나의 단위가 되어 질서와 조화를 이룬 전체상을 창출(創出)해 냈다. 조각도 성당이라는 전체상의 조화를 깨뜨리지 않는 한 그의 독립성은 인정된다. 그 하나의 표징은 로마네스크 시대의 '한계의 법칙'으로부터의 해방이다. 팀펀은 이미 입구 상부의 아치를 덮는 장식 부분으로서 배설(配設)되는 것이 아니라 입구 전체의 장식으로서 건축상 필수적이며, 그 주위를 포함한 커다란 공간 속에서 구성된다. 본사원 오턴(로마네스크)과 파리의 노트르담 또는 샤르트르 본사원의 팀펀을 비교하면, 후자는 주제(主題)의 양이 많은데도 불구하고 등장인물의 가치관계나 각 인물이 보여 주는 이야기로서의 전개가 정리되어 알기 쉽게 표현되어 있다. 로마네스크 시대에 융성을 보인 주두조각(柱頭彫刻)은 이 시대에는 뛰어난 것이 드물다. 수직선에 의한 상승감을 강조하고 있을 때, 그것을 가로지르는 구실을 하는 주두에 뜻있는 장식을 부여함으로써 상승감을 시각적으로 방해하는 것은 좋은 것이 못 되었다. 따라서 이 부분은 점차 일상생활에서 흔히 볼 수 있는 식물이나 단순한 형체로 교체되었다. 오히려, 고딕 조각 중에서 그 특색을 가장 잘 발휘하게 된 것은 원주(圓柱)에 조각된 인물상이다. 이러한 인물상은 정문 입구의 양쪽에 줄지어 서 있는 원주에 등을 대고 서 있는 것이 보통이나 교회 내부의 주열(柱列)에 붙어서 설교자와 같은 모양을 한 것도 있다. 전체적으로 세로로 긴 원통상(圓筒狀)으로 길게 늘인 모양으로 입구에 배열되어 있는 성자의 군상은 완성된 성당의 리듬과 아름다운 조화를 이루었다. 원주 조상군(圓柱彫像群)과 조화된 팀펀에 의하여 교회 입구 자체가 하나의 군상(群像)을 형성했다. 원주 조상을 하나하나 보면 스콜라 철학에 의한 명석판별(明析判別)의 원리는, 독립의 상(像)으로서 나타나 있다. 로마네스크에서는 벽에 부수(附隨)되는 부조가 주된 것이었으나 고딕에서는 요철(凹凸)이 뚜렷한 환조에 가까운 것으로 오히려 환조가 원주에 붙어 있다고 하는 것이 적절한 표현이다. 고딕 초기에 해당하는 샤르트르 본사원의 <왕의 문(門)>의 여러 조각에는 전 시대의 정면성(正面性) 법칙이나 고부조(高浮彫)의 면모가 남아 있으나, 성숙기(13세기)에는 샤르트르의 <아름다운 신(神)>, 랭스의 <수태고지(受胎告知)>를 비롯한 여러 상(像)은 균형과 조화를 이룬 고전적인 걸작이다. 거기에는 중세초기부터 지배하여 온 추상적인 요소 대신에 강한 자연주의를 인지(認知)할 수 있다. 자연스런 형체의 여러 상이 대중에게 친숙하기 쉽게 교화(敎化)되어, 신의 세계로의 친근감을 보여 주고 있다. 장엄한 그리스도, 미소짓는 마리아 등의 표정에 기품 높은 정신성을 강조하고 있는 점은 전성기 고딕 조각의 또 하나의 특색인 것이다. 조각의 독립은 인간에 대한 재인식(再認識)과 결부된다. 14세기 이후, 사회의 변천과 더불어 예술의 중심은 교회에서 세속적인 것으로 옮겨진다. 조각도 사실적인 경향이 진전됨에 따라 점차 작가의 개성이 중시된다. 세기말 부르고뉴 공(公) 휘하에 있던 스류타스는 종교조각의 형식을 타파한 작가 중 한 사람이다. 독일에서는 전체적으로는 전통이 강하게 남아 있으나 나움부르크나 프라이부르크 본사원의 조각군에 개성적인 입체감이 있는 작품의 예를 볼 수 있다. 라인강 유역과 보헤미아 지방에서는 사실적인 채색을 한, 종교감이 강한 목각의 그리스도 가형상(架刑像)이나 마리아상이 많이 만들어졌다. 이탈리아에서는 프랑스 고딕의 영향과 더불어 고대 로마의 전통에 대한 재인식이 대두되어, 피렌체의 피사노 부자(父子)를 중심으로 인간미가 넘치는 르네상스를 향한 선구적 역할을 하였다.

## 유리 회화
고딕 회화의 대표는 스테인드글라스일 것이다. 색유리의 사용은 이미 6세기경이라고 알려져 있고, 또 12세기 이전에 속하는 한두가지 예(아우크스부르크 본사원의 12사도의 일부)도 남아 있으나, 그 개화(開花)는 역시 12세기를 기다려야 했다. 로마네스크 건축에서 두껍고 넓은 벽면이 제거되고 크고 높은 들창의 형성이 가능해지자 이 예술은 놀라운 진보를 보였다. 13세기까지의 기술은 주로 모양에 맞추어 자른 색유리를 H자형 단면을 가진 납(鉛)테에 끼워 한 장의 그림을 조립하고 필요에 따라 쇠 테로 보강하여 창으로 시공하였다. 이것은 게르만 켈트의 전통에 그 근원을 두고 있으며 긴 중세의 역사를 통하여 발달하여 온 소공예(칠보 등)의 색면 대비(色面對比)의 아름다움에, 투과광(透過光)의 영롱함을 결부시켜 대예술로 발전을 본 것이다. 어두운 성당 안은 영롱하게 비치는 스테인드글라스의 색과 빛 속에 완전히 종교적인 분위기가 넘치게 되었다. 전형적 작품 예로 샤르트르 본사원의 150개에 가까운 대소(大小)의 창이 모두 스테인드글라스로 장식되어 있다. 도상(圖像)은 성서의 설교화(說敎畵)거나 성자상이었다. 그러나 무엇보다 색과 빛의 아름다움을 내세우는 이 예술에서는 도상은 2차적인 것이다. 공예적 전통에 많은 것을 의존하였기 때문에, 스테인드글라스는 상당히 오랜 기간, 중세전기(中世前期)의 표현양식과 적색·청색을 대담하게 사용한 구도가 특색으로 되어 있다. 또 두께의 불균일(不均一)과 불순물의 혼입 때문에 그 조합에 따른 색의 변화가 아름다운 효과를 낸다. 13세기는 가장 우수한 작품을 남긴 시대이며, 샤르트르 외에도 브뤼지·생스·톨로아 등의 본사원이나 파리의 생트샤페르에 그 수작(秀作)이 있다. 13세기 후반 이후가 되면 사실조각(寫實彫刻)의 영향도 있고 하여, 대담한 구도법보다도 사실적인 것으로 옮겨 갔다. 유리의 제조 기술이 향상되고, 색이 균일화됨에 따라 열처리에 의한 보채기술(補彩技術)이 생겼기 때문에 표현은 보다 정교하게 되나 오히려 유리 그림으로서의 장식성이 상실되어 그 아름다움을 잃게 되었다.

## 고딕 회화
사실적 경향의 발달과 더불어 순수한 공예는 사양화(斜陽化)하나 사본류는 13세기의 파리를 중심으로 성행하였다. 교회에 귀속하는 것보다 귀족의 주문에 의한 것이 많고 랭부르 형제의 작품인 <베리공의 매우 호화로운 기도서>는 그 좋은 예이다. 특히 그 웃머리를 장식하는 저명한 12개월의 달력에 그려져 있는 농민의 풍속과 풍경 부분은, 회화에 있어서의 자연미의 발견으로서 특기할 만한 것이다. 성채 건축(城砦建築)이 14세기 이후 발달되어 넓은 홀을 의식하는 미술로서 태피스트리가 등장하였다. 또 북부 지방의 교회에서는 판화 형식의 제단화(祭壇畵)가 요청되게 되었다. 북프랑스를 중심으로 발달한 고딕 회화는 후에 플랑드르파의 탄생을 맞게 되는 것이다.

## 같이 보기
- 고딕 건축

## 참조
- 이 문서에는 다음커뮤니케이션(현 카카오)에서 GFDL 또는 CC-SA 라이선스로 배포한 글로벌 세계대백과사전의 내용을 기초로 작성된 글이 포함되어 있습니다.